# Sengrui
Sengrui (僧睿; ur. 352, zm. 436) – chiński duchowny buddyjski związany z naukami madhjamiki i dhjany.

## Życiorys
Sengrui urodził się w północnym Henanie, w rejonie, gdzie działał Fotudeng i Dao’an (do 365 r.).
Jeszcze jako dziecko pragnął zostać mnichem i w wieku 18 lat opuścił dom i został uczniem Sengxiana. Słuchał także wykładów Senglanga, jednego z wybitnych uczniów Fotudenga, na temat Pañcavimśati i w czasie dyskusji wyróżniał się inteligentnymi pytaniami.
W 375 r., kiedy miał 24 lata, wyruszył w podróż, której celem było dalsze kształcenie się. Prawdopodobnie wtedy po raz pierwszy spotkał Dao’ana. Chociaż jego biografia nie wspomina o tym, to we wstępach do kilku swoich prac twierdzi, że Dao’an był jego mistrzem.
W tym czasie zyskał już sławę jako wykładowca.
W 382 r. przebywał w Ye, gdzie służył jako pisarz w zespole asystującym Kumārabodhiemu w tłumaczeniu Siehan muchao jie Wasubhadry (T 1505; K 1019). Przedsięwzięcie to nadzorowane było przez Dao’ana, który w tym samym roku przybył do Ye z Chang’anu. Można także przypuszczać, że Sengrui mógł być ze swoim nauczycielem także w Chang’anie.
Po śmierci Dao’ana w 385 r. i w czasie politycznych zamieszek w północnych Chinach Sengrui udał się do Syczuanu. W zachodnim rejonie tej prowincji został schwytany przez pasterzy, którzy uczynili z niego niewolnika nadzorującego owce. Pewien wędrowny kupiec po odkryciu, że Sengrui jest mnichem, wykupił go z niewoli. Sengrui kontynuował podróż i dotarł do góry Lu, na której spędził jakiś czas we wspólnocie Huiyuana. Z Huiyuanem dzielił zainteresowanie dhjaną. Sengrui przez Dao’ana został wprowadzony w kult Maitrei, a Huiyuan wprowadził go w kult Amitabhy.
W 401 r. do Chang’anu przybył Kumaradżiwa i w 6 dni po tym fakcie zjawił się u niego Sengrui i poprosił o przetłumaczenie tekstów związanych z praktyką dhjany. Kumaradżiwa spełnił prośbę i z różnych źródeł złożył tekst Bodhisattva-dhyāna oraz przetłumaczył go. Sengrui – chociaż miał 50 lat – został głównym uczniem Kumaradżiwy i przebywał z nim przez 12 lat.
Napisał wtedy przedmowy do najważniejszych tłumaczeń i wyróżniał się zarówno w nauczaniu jak i tłumaczeniach. W Gaoseng zhuan napisano: Śramana Sengrui posiadał wielki talent i jasny intelekt. Zawsze towarzyszył Kumaradżiwie i służył jako jego pisarz. 
Po otrzymaniu tekstu Bodhisattva-dhyāna Sengrui poświęcił się praktyce medytacji i wkrótce zyskał reputację świętego. Został zaproszony na dwór cesarski i wywarł na Yaoxingu wielkie wrażenie. 
W 402 r. asystował przy tłumaczeniu Viśeṣa[-cintā]-brahma-paripṛcchā oraz był starszym redaktorem przy tłumaczeniu Pañcavimśati (404 r.). Współpracował także przy tłumaczeniu cyklu Pradźniaparamity. Praca ta została zakończona w 405 r. i obdarzona wstępem napisanym przez Sengruia. Następnie brał udział w tłumaczeniu Saddharma-puṇḍarīka-sūtra (406 r.), Zizaiwang jing (407 r.), Aṣṭasāhasrikā (408 r.) i innych. W 407 r. ukazało się poprawione wydanie Bodhisattva-dhyāna z jego wstępem.
Prowadził wykłady na temat Sutry Wimalakirtiego (przetłumaczonej w 406 r.) oraz w 411 i 412 r. na temat Satyasiddhi-śāstra, chociaż nie brał udziału w jej tłumaczeniu.
W 418 r. przeniósł się na południe do Jiangangu, do klasztoru Wuyi, gdzie prowadził wykłady na temat sutr. Jego uczniem został książę Pencheng, jedna z najbardziej wpływowych postaci okresu Song. Zwrócił się wtedy w stronę Winai. Na życzenie swojego świeckiego ucznia Xie Lingyuna napisał traktat o fonologii sanskryckiej.
Zmarł w 436 r. spodziewając się odrodzenia w raju buddy Amitabhy.

## Prace literackie
Teksty znajdujące się w kanonie buddyjskim. T – numer katalogowy tekstu w Taishō shinshū daizōkyō, Tokio 1924-1934; K – numer katalogowy tekstu w The Korean Buddhist Canon: a Descriptive Catalogue, pod red. Lewisa R. Lancastera, Berkeley 1979.
Wstępy do
- Dapin (Pañcavimśati)[a] (T 223; K 3) (404 r.)
- Xiaopin (Aṣṭasāhasrikā)[b] (T 227; K 7) (408 r.)
- Fahua jing (Saddharma-puṇḍarīka-sūtra)[c] (T 262; K 116) (406 r.)
- Siyi jing (Viśeṣa[-cintā]-brahma-paripṛcchā)[d](T 586; K 143) (402 r.)
- Komentarz do [Sutry] Wimalakakirtiego
- Zizaiwang jing (Iśvara-rāja-bodhisattva)[e] (T 420; K 75) (407 r.)
- Zuochan sanmei jing (Bodhisattva-dhyāna-sūtra) (T 614; K 991) (407 r.)
- Dazhidu lun (Mahāprajñāpāramitā śāstra) (T 1509; K 549) (406 r.)
- Zhong lun (Mūlamadhyamaka śāstra) (T 1564; K 577) (409 r.)
- Shi’ermen lun (Dvādaśa-nikāya śāstra) (T 1568; K 579) (409 r.)

Prace niezależne
- Komentarz do [Sutry] Wimalakakirtiego (Fragmenty zachowały się w T 1775, T 2777)
- Erqing lu (Katalog tłumaczeń dokonanych w okresie Jin; praca nie przetrwała, ale została włączona do katalogu Chusazang jiji [zobacz: Kanon mahajany])
- Yuyi lun